# Protest studencki w Krakowie (1946)
Protest studencki w Krakowie (1946) – demonstracja, aresztowania i proces uczestników studenckiego pochodu z okazji święta Trzeciego Maja w Krakowie 3 maja 1946 roku.

## Obchody w 1945
Tradycje świętowania rocznicy uchwalenia Konstytucji 3 maja sięgają jeszcze XVIII wieku. Uroczyste obchody organizowano jednak dopiero po odzyskaniu przez Polskę niepodległości. Przed II wojną światową w dniu 3 maja w Krakowie obchody rozpoczynała msza święta na Błoniach, a po niej była organizowana defilada wojsk i członków organizacji. W 1945 roku organizacją święta zajmował się komitet, któremu przewodniczył wiceprezydent miasta Eugeniusz Tor, a w którego składzie znaleźli się przedstawiciele wojska i władz z wojewodą Ostrowskim. Obchody rozpoczął zorganizowany wieczorem 2 maja capstrzyk orkiestr wojskowych. One też rozpoczęły uroczystości kolejnego dnia pobudką o godzinie 6 rano. O 10 odbyła się uroczysta msza w kościele Mariackim z udziałem przedstawicieli wojska i władz. Mszę zakończono odśpiewaniem Te Deum Laudamus i Boże coś Polskę. Po mszy generał Skokowski odebrał na Rynku raport od dowódcy Wojska Polskiego, a potem rozpoczęła się defilada. Trybunę honorową ustawiono na placu Matejki naprzeciwko Barbakanu i Bramy Floriańskiej. Stanęli na niej przedstawiciele wojska, władz, związków i nauki. Wśród nich byli: generał Skokowski i pełniący funkcję komendanta wojennego Krakowa płk. Fedosienko. Defiladę otwierały orkiestry wojskowe, za nimi szli żołnierze, po nich kolejarze, pocztowcy, przedstawiciele PPS i PPR ze sztandarami oraz młodzież szkól średnich i wyższych z wychowawcami. Wieczorem odbyła się akademia w kinie Świt, a po niej capstrzyk na Rynku. Uroczystości zakończyło bicie dzwonów z Zygmuntem na czele.

## Obchody w 1946 roku

### Przygotowania
Zupełnie inaczej wyglądała sytuacja w 1946 roku. Po pierwsze, oprócz uroczystości 1 i 3 maja pojawiło się Święto Zwycięstwa i Wolności, obchodzone po raz pierwszy 9 maja 1946 roku. Dodatkowo PSL jako jedyna partia opozycyjna wezwał do bojkotu obchodów 1 maja, dlatego święto to stało się dla komunistów okazją do ataków na Mikołajczyka i jego partię. Przygotowanie obchodów 3 maja zlecono Urzędowi Informacji i Propagandy w Krakowie (WUIP), na którego czele stał Adam Polewka. Polecił on zgodnie z zaleceniem władz utworzyć Komitet Ścisły Obchodów 3 Maja z Jerzym Dobrzyckim na czele. Jego członkami byli: kpt. Słysz i N. Wasserman z WUIP. Podczas egzekutywy KW PPR w dniu 29 kwietnia podjęto decyzję o ograniczeniu obchodów do akademii i spotkań, a odwołaniu tradycyjnych pochodów i wieców.
Gdy 26 kwietnia podczas Posiedzenia Komitetu Obchodów, w których wzięli udział przedstawiciele władz, stronnictw politycznych oraz przedstawiciele prasy, przedstawiono plan obchodów, przedstawiciele PSL uznali go za zbyt skromny. Znalazł się w nim capstrzyk i pobudka orkiestr wojskowych, msza, akademia i spektakl w Teatrze im. Słowackiego oraz koncert orkiestr na Plantach. Zażądano wprowadzenie do programu pochodu i bardziej bogatej oprawy. Wtedy przewodniczący Komitetu J. Dobrzycki oświadczył, że plan jest zgodny z wytycznymi Ministerstwa Informacji i Propagandy, które zakazało organizacji pochodów trzeciomajowych.
Przygotowując się do obchodów Zarząd Miasta Krakowa wezwał mieszkańców do udekorowania budynków flagami miejskimi i państwowymi w dniach od 30 kwietnia do 4 maja. Do udziału w obchodach 1, 3 i 9 wzywała studentów Komisja Międzyuczelniana, a na budynkach UJ zostały rozwieszone afisze wydrukowane w kwietniu w Drukarni Bratniej Pomocy Medyków UJ, a zatwierdzone przez Urząd Kontroli Prasy, Publikacji i Widowisk. Zamieszczono na nich informację o zbiórkach przy budynkach uczelni i akademików, aby wspólnie udać się na mszę świętą zaplanowaną w kościele Mariackim. Tymczasem 2 maja w nocy przekazano do starostów polecenie z Ministerstwa Bezpieczeństwa Publicznego, aby nie dopuszczać do "jakichkolwiek uroczystości, przekraczających ramy nabożeństw i zamkniętych akademii". Według historyków zakaz ten był prowokacją i miał stać się pretekstem do aresztowań przeciwników politycznych.

## Przebieg
Większość mieszkańców Krakowa pojedynczo lub w małych grupach udawało się rano 3 maja na nabożeństwo. W większych grupach szli uczniowie z nauczycielami, harcerze i studenci. Nie niepokojeni przez milicję dotarli na Rynek studenci UJ oraz Akademii Handlowej. Tymczasem idąca ze sztandarem sprzed budynku uczelni grupa studentów Akademii Górniczej została zatrzymana na skrzyżowaniu ulicy Szewskiej i Jagiellońskiej. Gdy dołączyli do nich studenci UJ i młodzież szkolna, według danych UB, w tym miejscu znalazło się około 2 tysięcy osób. Wzywani do rozwiązania zgromadzenia i rozejścia się studenci nie posłuchali i przeszli przez kordon udając się na nabożeństwo. Aby wyjaśnić sprawę z funkcjonariuszami pozostali członkowie działającego na Akademii Górniczej Stowarzyszenia Studentów (organizacji Bratniej Pomocy) K. Tymiński, L. Kobylański i A. Kleczkowski. Po przejściu studentów zostali oni aresztowani i przewiezieni do siedziby UB na placu Inwalidów. Aresztowano również nauczycielki Państwowej Szkoły Zawodowej Żeńskiej: Helenę Karyś i Eleonorę Hallową, które razem z młodzieżą szły na mszę w kościele przy ul. Garncarskiej.
Podczas nabożeństwa w Kościele Mariackim na Rynek wjechały samochody z funkcjonariuszami UB. Zostali oni rozlokowani obok kościoła św. Wojciecha. Msza św. zakończyła się odśpiewaniem "Boże coś Polskę" ze zmienionym wezwaniem: Ojczyznę wolną racz nam wrócić Panie. Po zakończeniu nabożeństwa uformował się pochód studentów i ruszył w kierunku Grodzkiej. Brak jednak w dokumentach i wspomnieniach uczestników informacji jaki był jego cel. Nie udało mu się przejść na plac Wszystkich Świętych, bo został zablokowany kordonem funkcjonariuszy UB. Po uzgodnieniach pomiędzy prezesem Bratniej Pomocy UJ Janem Deszczem a kapitanem UB, studenci wycofali się na Rynek i mieli przejść ulicą św. Anny pod Collegium Novum, gdzie pochód miał być rozwiązany. Jednak gdy dotarli do kamienicy Rynek Główny 25, gdzie była siedziba KW PPR ponownie zostali zablokowani przez funkcjonariuszy UB. Zażądano rozwiązania się pochodu. Z tłumu rozległy się okrzyki Niech żyje Mikołajczyk, Niech żyje PSL. Rektor UJ Tadeusz Lehr-Spławiński wezwał studentów do rozejścia. Podobne prośby kierował do studentów Jan Deszcz. Wtedy z gmachu KW PPR zaczęto strzelać. Wśród ofiar znaleźli się: Mieczysław Adamczyk i Fryderyk Serbiński, których odwieziono do szpitala św. Łazarza. Nigdy nie wyjaśniono kto oddał strzały i skąd wzięła się broń. Historycy uważają, że była to prowokacja ze strony UB, ponieważ podczas śledztwa funkcjonariusze nie pytali o broń, ani nie dążyli do wyjaśnienia kto strzelał.
Oddane strzały stały się sygnałem dla funkcjonariuszy UB do rozbicia pochodu i aresztowań. Części studentów udało się przedrzeć się w kierunku gmachu Collegium Novum, ale po utworzeniu pochodu zostali rozbici. Studenci AG przeszli ulicą Szewską w kierunku ulicy Karmelickiej, gdzie napotkali pluton KBW. Jednak żołnierze nie użyli broni i po przerwaniu kordonu duża grupa dotarła pod gmach uczelni. Część studentów rozeszła się, a część została rozpędzona przez kawalerię. Niektórzy wrócili w okolice Rynku i po połączeni z innymi grupami przeszli na ulice Basztową 17, gdzie mieścił się Zarząd Wojewódzki PSL. Do spokoju i rozejścia się wezwał ich znany działacz PSL Stanisław Mierzwa. Pochód po okazaniu niezadowolenia ruszył w kierunku ulicy Dunajewskiego, ale na skrzyżowaniu z Karmelicką UB użyło samochodu pancernego zmuszając demonstrantów do rozejścia się.

## Aresztowania
Aresztowania rozpoczęto jeszcze podczas zajść na Rynku. Część osób wyciągano z tłumu, ale najczęściej aresztowano osoby wracające do domu. Aresztantów umieszczano w samochodach, które po napełnieniu zawoziły ich do siedziby WUBP mieszczącej się na Placu Inwalidów. Tam podczas rewizji i spisywania danych personalnych musieli stać twarzą do ściany pod lufami karabinów. Potem umieszczano ich w celach znajdujących się w podziemiu.
Po zakończeniu demonstracji funkcjonariusze UB przeprowadzili pacyfikację II Domu Studenckiego UJ mieszczącego się przy ulicy 3 Maja. Został on około godziny 14-tej otoczony kordonem i po oddaniu strzałów funkcjonariusze wkroczyli na teren akademika. Przeprowadzono rewizję w poszukiwaniu broni, zamknięte drzwi były wyłamywane. Aresztowano około 800 osób, które przewieziono do koszar na Zakrzówku. Akcja odbyła się bez zgody władz akademickich, a jako powód podano ostrzelanie przejeżdżającego obok patrolu. Pod koniec akcji na miejsce przyjechali rektor UJ T. Lehr- Spławiński, D. Szymkiewicz pełniący funkcję dziekana, S. Pigoń będący opiekunem Bratniej Pomocy i J. Deszcz. Wzięli oni udział w rewizji, ale żadnej broni nie znaleziono.
Nie znamy dokładnej liczby aresztowanych. W sprawozdaniu WiN przechowanym w Archiwum podano, że było to około 1400 studentów, przeszło 100 uczniów gimnazjalnych i 20 profesorów, 40 harcerzy i ponad 800 osób cywilnych". Według historyków liczba ta jest zawyżona i raczej wyniosła około 1000 osób.
Aresztowanych studentów umieszczono w koszarach na Zakrzówku. Żołnierze pełniący służbę w koszarach starali się udzielać pomocy. Przynosili ławki, koce, dawali płaszcze do przykrycia, które zabierali funkcjonariusze UB. Pomocą zajęła się Bratnia Pomoc. Już 6 maja dostarczono w workach żywność. Władze nie zgodziły się na jej dostarczenie, ale żołnierze pozwalali na to lub wręcz pomagali w udzielaniu pomocy.
Już 3 maja zwolniono członków ZNMS, Związku Młodzieży Wiejskiej „Wici”, Związku Młodzieży Demokratycznej i Akademickiego Koła Stronnictwa Pracy. Po przesłuchaniach w kolejnych dniach zwalniano kolejnych studentów, a w połowie maja wyselekcjonowane osoby przewieziono na Plac Inwalidów likwidując obóz w Zakrzówku. Tam przeprowadzono kolejną selekcję, a oskarżonych przewożono do więzienia św. Michała.
W obronie aresztowanych występowało wiele instytucji, organizacji i stronnictw politycznych. 8 maja 1946 telegram z prośba o zwolnienie aresztowanych wysłał kardynał A. Sapieha, który otrzymał odpowiedź od B. Bieruta, że wszyscy nie związani z organizacją demonstracji antypaństwowej zostali zwolnieni i prosił o nie wykorzystywanie uroczystości kościelnych do demonstracji politycznych.

## Strajk studentów i młodzieży
Od 4 maja strajk absencyjny rozpoczęli nie tylko studenci ale również uczniowie krakowskich szkół średnich. 8 maja strajkowało 400 szkół, a akcją kierował Międzyszkolny Komitet Strajkowy w Krakowie. W wydanym oświadczeniu żądał on podania przyczyn zakazu organizowania obchodów, zwolnienie aresztowanych i ukarania funkcjonariuszy UB odpowiedzialnych za prowokację. Uczniowie nie uzyskali poparcia Bratnich Pomocy oraz kardynała Sapiehy, który swoje stanowisko objaśnił w liście do duchowieństwa tłumacząc, że po 7 latach wojny brak nauki może mieć niekorzystne skutki. Strajk zakończył się 11 maja po zarządzeniu kuratorium, że wszyscy, którzy nie przyjdą do szkoły 12 maja zostaną z nich usunięci i będą musieli ponownie starać się o przyjęcie. W maju strajki młodzieży wybuchały w Wieliczce, Chrzanowie, Bochni, Brzesku i Tarnowie. Były krótkotrwałe i kończyły się po aresztowaniach i groźbach zamknięcia szkół.
Strajki studentów trwały do 20 maja.

### Próby rozwiązania konfliktu
Podejmowano wiele prób porozumienia. Nie przyniosło rezultatów nadzwyczajne posiedzenie Wojewódzkiej Międzypartyjnej Porozumiewawczej Komisji Stronnictw Demokratycznych, które odbyło się 4 maja z udziałem przedstawicieli władz, uczelni, delegata Bratniej Pomocy UJ i przedstawiciela UB majora Bieleckiego. Wojewódzka Komisja Międzypartyjna podczas posiedzenia odbytego 6 maja powołała podkomisję złożoną z przedstawicieli partii politycznych. Na jej czele stanął Jerzy Nasierowski z SD. Ustaliła ona, że: nie opublikowano zakazu obchodów 3 maja, więc akcje przeciwko studentom były niepotrzebne, studenci i uczniowie zostali wezwani do udziału w obchodach przez władze oraz że pierwszy strzał został oddany z budynku KW PPR. Uznano za błąd pacyfikację II Domu Akademickiego i użycie samochodów pancernych do rozpędzania demonstracji. Wyniki przeprowadzonego dochodzenia wraz z wnioskami przekazano 17 maja Henrykowi Wachowiczowi, który pełnił wtedy funkcję wiceministra Bezpieczeństwa Publicznego.
PSL zgłosił na posiedzeniu Wojewódzkiej Rady Narodowej propozycję uznania podkomisji stworzonej przez Komisję Międzypartyjną za reprezentanta Rady, ale wniosek ten nie został przyjęty. Przegłosowano natomiast wniosek radnych PPR potępiający „inicjatorów i sprawców antypaństwowych demonstracji". Nie udało się przegłosować wniosku Stanisława Jędo z Stronnictwa Pracy o zwolnienie osób nieletnich.
Ponieważ efektów nie przyniosło również spotkanie prezesów Bratniej Pomocy zwołane 11 maja 1946 roku przez wojewodę, Komisja Międzyuczelniana wysłała specjalną delegację do premiera Edwarda Osóbki-Morawskiego. W jej skład weszli: Jan Deszcz, Władysław Pociej i Zbigniew Kosiek. Została ona dopiero po kilku dniach przyjęta przez premiera, który po wysłuchaniu sprawozdania poprosił o zakończenie strajku, a zebrane materiały przekazał odpowiednim ministrom.
17 maja senat UJ podjął decyzję o wznowieniu zajęć. Zaapelował do studentów o spokój i zapewnił o wsparciu przez władze uczelni działań zmierzających do uwolnienia aresztowanych. Jednocześnie podkreślono, że nie będą tolerowane demonstracje antyrządowe. Podobny apel wystosował Zarząd Bratnich Pomocy Studentów Wyższych Uczelni w Krakowie. Według historyków powodem podjęcia takiej decyzji były pogłoski o przygotowaniach do relegowania studentów z uczelni (biorących udział w wystąpieniach antyrządowych) i umieszczania ich w obozach pracy przymusowej.

## Proces
UB planując proces polityczny prowadziło śledztwo, którego celem było odnalezienie powiązań pomiędzy studentami a podziemiem, ale nie udało się odnaleźć ani Komitetu 3 Maja, ani innego ośrodka przygotowującego akcję. Nie udało się także znaleźć broni z której miano strzelać w kierunku budynku KW PPR. Pomiędzy 18 a 28 maja zwolniono większość zatrzymanych. W czerwcu zostali aresztowani studenci UJ: Krystyna Forma, Maria Woltenbergówna i Jan Deszcz. W ich obronie Jana Deszcza u wojewody jak i w WUBP interweniowali: rektor UJ i przedstawiciele Bratniej Pomocy. Został on zwolniony dopiero 21 czerwca po spotkaniu z prezesami Bratnich Pomocy i reprezentantami uczelni z premierem Osóbką-Morawskim w Krakowie. Podczas spotkania wysłuchał on informacji o działalności UB i prośby o zwolnienie Deszcza. Po interwencji premiera został on tego samego dnia zwolniony. Jego aresztowanie było najprawdopodobniej spowodowane niekorzystnymi dla UB zeznaniami podczas przesłuchań.
Ponieważ pomimo braku dowodów postawiono przed sądem 12 osób. Byli wśród nich studenci UJ: Zdzisław Buja, Mieczysław Łabno, Andrzej Morawski, Tadeusz Madejski, Patrycjusz Nocuń, Kazimierz Reiser, Jan Tłustochowski oraz student Wyższej Szkoły Nauk Społecznych Józef Morawski i Akademii Górniczej Józef Rynkar. Oprócz nich oskarżono dwóch kupców: Rolanda Króla i Jana Kurzydłę. Wśród oskarżonych znalazł się również żołnierz Wojska Polskiego Stanisław Honkisz, aresztowany 3 maja na Podgórzu, gdy oddał jeden strzał w mur domu w celu przestrzelania broni. Strzał usłyszeli funkcjonariusze UB przewożeni samochodami ul. Kalwaryjską.
Oskarżonym zarzucono udział w porozumieniu, którego celem była zmiana ustroju poprzez wywołanie masowych demonstracji w dniu 3 maja. Oskarżenie zostało oparte wyłącznie na zeznaniach funkcjonariuszy UB, ponieważ podczas śledztwa nie znaleziono broni, nie udowodniono oskarżonym przynależności ani utrzymywania kontaktów z organizacjami podziemnymi. Proces rozpoczął się 9 lipca 1946 w budynku Sądu Okręgowego przy ulicy Senackiej. Wśród obrońców oskarżonych znaleźli się znani adwokaci tacy jak Kazimierz Ostrowski, Mieczysław Ettinger, Jan Satora, Tadeusz Jakubowski, Henryk Wallisch, Rudolf Güntner czy Jerzy Zakulski.

## Wyrok
12 lipca sąd wydal wyrok uniewinniający R. Króla, M. Łabno i K. Reisnera. Zostali skazani: na 5 lat więzienia S. Honkisz, na 4 lata J. Morawski, na 2 lata A. Morawski, J. Tłustochowski, na rok Z. Buja, J. Rynkar, T. Madejski i J. Kurzydło. Najmniejszy wyrok, bo 8 miesięcy otrzymał P. Nocuń. W poczet wyroku zaliczono wszystkim skazanym okres tymczasowego aresztowania od 3 maja do 12 lipca 1946 roku. W wyniku odwołania Najwyższy Sąd Wojskowy uchylił decyzję sądu wobec S. Honkisza. Na rozprawie w dniu 26 listopada 1946 roku jego sprawę postanowiono umorzyć i w dniu 28 listopada został on zwolniony z więzienia.
7 grudnia 1946 roku Wojskowy Sąd Rejonowy rozpatrzył wniosek obrońców Z. Bui, J. Rynkara i T. Madejskiego i zgodził się na warunkowe zwolnienie. W tym samym dniu sąd zgodził się na nadanie biegu prośbie skazanych A. Morawskiego, J. Morawskiego i E. Tłustochowskiego o skorzystanie z prawa łaski i 12 lutego 1947 roku prezydent zawiesił im wykonanie kary na dwa lata.